# Everest: A Climb for Peace
Everest: A Climb for Peace es un documental sobre un ascenso al Everest realizado en el 2006, y es narrado por Orlando Bloom. El documental ha sido destacado como un "gran logro" por el Dalái lama y ha recibido su aprobación.
El ascenso fue un proyecto llevado a cabo por el Everest Peace Project una organización de Estados Unidos que promueve la paz, el trabajo en equipo y el entendimiento cultural mediante expediciones que tienen por objetivo escalar algunos de las montañas más altas de la Tierra mediante un equipo de individuos de diversas religiones y culturas.

## Sinopsis
El ascenso por parte de la expedición de paz y la realización del documental tomaron cinco años desde su planificación, hasta su ejecución y compaginación final, el documental relata el ascenso por 9 escaladores que suben por el lado norte del monte Everest. Los escaladores, de diferentes nacionalidades y religiones, trabajan juntos a pesar de sus diferencias culturales para escalar la montaña en paz. Aunque participaron 9 escaladores de la expedición, la película se enfoca en las interacciones entre el palestino Ali Bushnaq y los israelíes Dud Yifrah y Micha Yaniv.

## Filmación
El documental fue rodado en distintos escenarios y sitios en Nepal, Tíbet, Israel, Palestina, Jordania, Emiratos Árabes Unidos y Estados Unidos.